# 寶島衛鎧蝦
寶島衛鎧蝦（学名：Raymunida formosanus）为鎧甲蝦科衛鎧蝦屬下的一个种。其种加词“formosanus”意为“台湾的”。